# Balena amb bec de Layard
La balena amb bec de Layard o zífid de Layard (Mesoplodon layardii) és un gran cetaci del gènere Mesoplodon que té unes de les dents més estranyes de tots els mamífers. Aquesta espècie fou anomenada en honor d'Edgar Leopold Layard, conservador del Museu Sud-africà.